# Цін-ван
Цін-ван (кит. трад.: 頃王; піньїнь: Qing) — 7-й ван Східної Чжоу, син і спадкоємець Сян-вана.
Був слабким володарем. За його правління впливу набули групи знаті на чолі із Ваньшу і Юе-гуном. Фінанси були суттєво підірвані. Внаслідок цього Цін-ван навіть вимушений був позичати у царства Лу. Мав двох синів, старший з яких після смерті батька, — князь Бан — за підтримки військ царства Цзінь став імператором під ім'ям Куан-ван.